# Martin Klein (lottatore)
Martin Klein (Tarvastu, 12 settembre 1884 – Tarvastu, 11 febbraio 1947) è stato un lottatore estone.

## Biografia
Ha studiato alla scuola parrocchiale di Kuressaare e a quella di Tarvastu.
Su istigazione di Mart Valge, il giardiniere di Kitsil Tarvastu, Klein lasciò giovane il suo borgo. Salì su una nave all'età di 17 anni, in seguito è stato operaio edile a San Pietroburgo. Lì ha imparato i segreti della lotta nei club di wrestling di Tõnu Võimula a San Pietroburgo, ha raggiunto la maturità presso il club sportivo Sanitas, dove ha lavorato anche come guardia.
Ai Giochi olimpici estivi di Stoccolma 1912 riuscì a qualificarsi rappresentante l’Impero russo al Round finale del torneo dei pesi medi, dopo aver incontrato nei sei turni eliminatori nell'ordine: Vinse tutti gli incontri.
Nel round finale vinse contro Alfred Asikainen, nel primo incontro del triangolare, che durò 11 ore e 40 minuti, per un totale di 23 riprese. L'incontro fu così intenso che sia lui che Martin Klein decisero entrambi di non combattere contro Claes Johanson nei successivi due incontri del triangolare. Lui guadagnò così la medaglia d’argento, mentre il bronzo andò al finlandese. Claes Johanson, invece, vinse l'oro per ritiro degli avversari.

## Palmarès
- Giochi olimpici

Stoccolma 1912:  Bronzo nei pesi medi